# Sławienko (powiat obornicki)
Sławienko – wieś sołecka w Polsce położona w województwie wielkopolskim, w powiecie obornickim, w gminie Oborniki.
W latach 1975–1998 miejscowość położona była w województwie poznańskim.